# Bibuła filtracyjna
Bibuła filtracyjna – bibuła do sączenia, specjalny rodzaj bibuły stosowany do oddzielania osadów od cieczy. 
Bibuła filtracyjna składa się z czystej celulozy, wytwarzana jest w postaci arkuszy bądź gotowych okrągłych sączków. 
W zależności od przeznaczenia rozróżnia się bibuły jakościowe (o różnej grubości) i ilościowe, specjalnie oczyszczone z domieszek mineralnych (po spaleniu masa powstałego popiołu nie przekracza 0,1 mg).

## Sączki ilościowe
W zależności od porowatości wyróżnia się sączki miękkie, średnie, twarde i utwardzone:
1. sączki miękkie - rzadkie, szybkosączące, stosowane do grubych i średnich osadów oraz żeli,
2. sączki średnie - stosowane do średnich i drobnych osadów,
3. sączki twarde - najgęstsze sączki, stosowane do najdrobniejszych osadów,
4. sączki utwardzone (hartowane) - odporne na działanie kwasów i zasad, mają dużą odporność mechaniczną w stanie mokrym i nadają się do sączenia pod próżnią.